# Monterrey Open
Monterrey Open är en tennisturnering för damer som spelas utomhus på hardcourt. Det är en ny turnering på damsidan och ingår sedan 2009 i kategorin International på WTA-touren.

## Resultat

### Singel
| År   | Mästare                   | Finalist           | Resultat      |
| ---- | ------------------------- | ------------------ | ------------- |
| 2009 | Marion Bartoli            | Li Na              | 6-4, 6-3      |
| 2010 | Anastasija Pavljutjenkova | Daniela Hantuchová | 1-6, 6-1, 6-0 |
| 2011 | Anastasija Pavljutjenkova | Jelena Janković    | 2-6, 6-2, 6-3 |
| 2012 | Timea Babos               | Alexandra Cadantu  | 6-4, 6-4      |

### Dubbel
| År   | Mästare                                   | Finalister                                | Resultat           |
| ---- | ----------------------------------------- | ----------------------------------------- | ------------------ |
| 2009 | Nathalie Dechy Mara Santangelo            | Iveta Benešová Barbora Záhlavová-Strýcová | 6-3, 6-4           |
| 2010 | Iveta Benešová Barbora Záhlavová-Strýcová | Anna-Lena Grönefeld Vania King            | 3-6, 6-4, 10-8     |
| 2011 | Iveta Benešová Barbora Záhlavová-Strýcová | Anna-Lena Grönefeld Vania King            | 6-78-10, 6-2, 10-8 |
| 2012 | Sara Errani Roberta Vinci                 | Kimiko Date-Krumm Zhang Shuai             | 6-2, 7-68-6        |